# ドービニーの庭

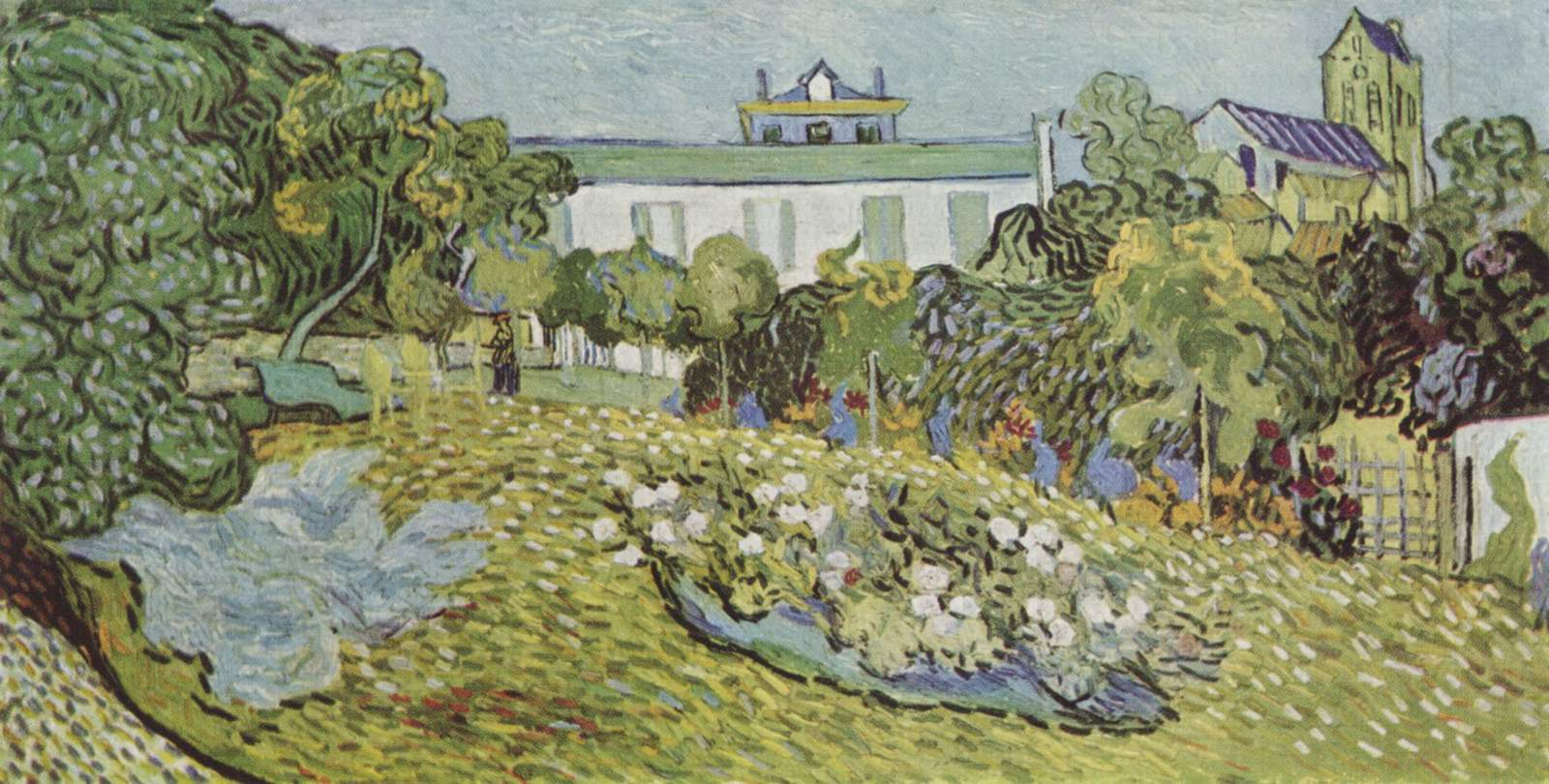
ドービニーの庭（F776）、1890年7月、油彩、キャンバス、53 x 103 cm、ひろしま美術館蔵

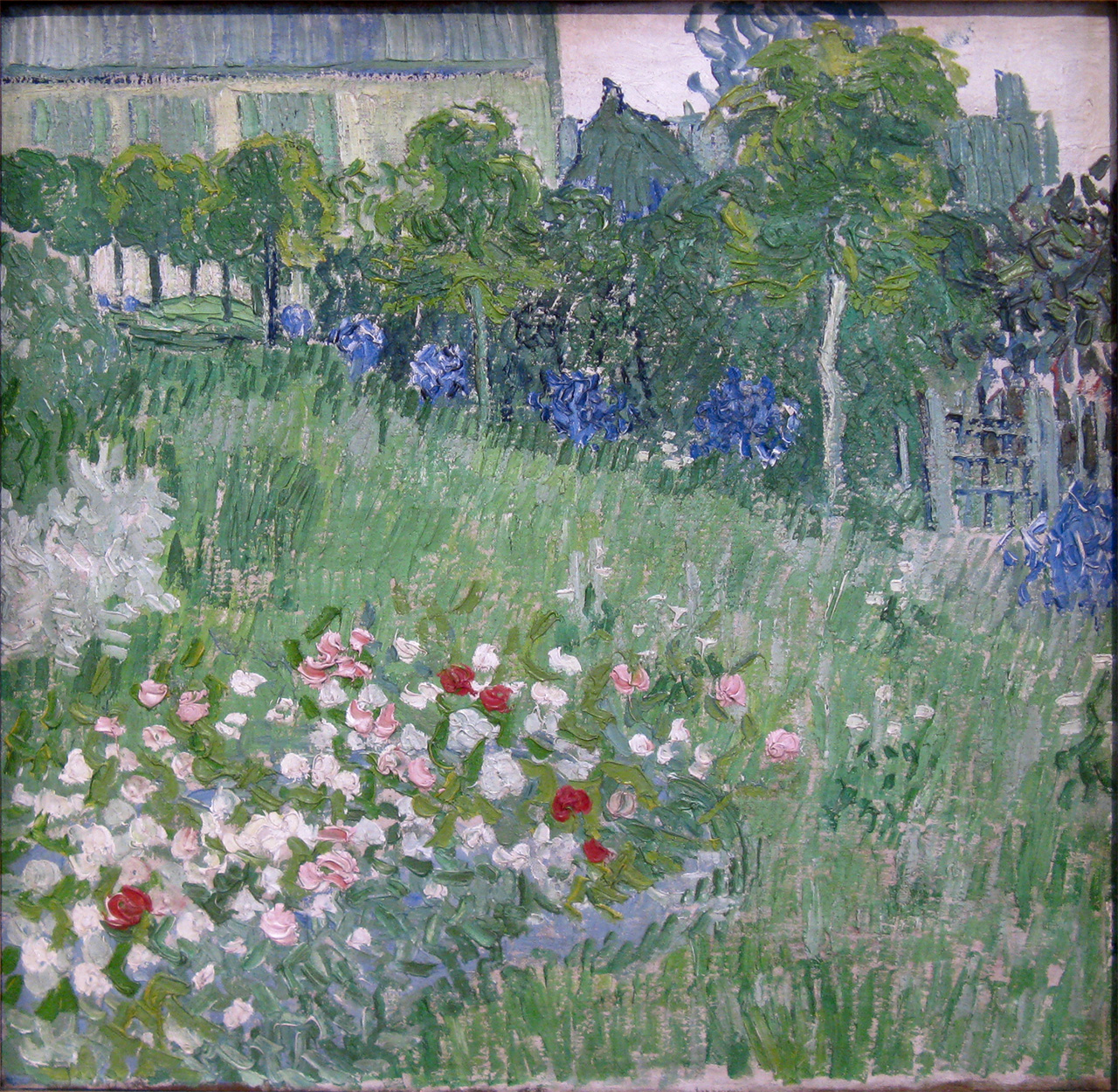
ドービニーの庭（F765）、1890年6月半ば、油彩、キャンバス、50.7 x 50.7 cm、ゴッホ美術館蔵

ドービニーの庭（どーびにーのにわ）とは、1890年7月にフィンセント・ファン・ゴッホによって描かれた絵画。

## 概要
オーヴェル＝シュル＝オワーズでファン・ゴッホが滞在していたラヴー旅館の近くにあった、シャルル＝フランソワ・ドービニーの邸宅の庭を描いたもので、画面中央奥には彼の未亡人が描かれている。ドービニーはファン・ゴッホの敬愛する画家の一人であり、1878年に彼が亡くなった時には、悲嘆の気持ちを弟テオ宛ての手紙にしたためるほどであった。
同名同構図の作品が2点、異構図の作品が1点の計3点あることが認められている。1890年6月半ばに庭の一部を描いた正方形の習作がゴッホ美術館に所蔵されている。同名同構図の作品のうちの1枚目とされるものは、スイス・バーゼルのバーゼル市立美術館に所蔵されている（個人コレクターより寄託）。本作の画面右下には、フランス語でタイトルが書かれている。
1枚目を模写したと思われる2枚目の作品は、7月23日付のテオ宛の最後の手紙で、本作について言及していると思われる箇所とスケッチが描かれていることから、7月中旬から同日までに描かれたと考えられており、ファン・ゴッホが自殺を図る1週間から4日前の、最後の作品である可能性もあるが、少なくとも最晩年の作品であることには間違いない。
本作はファン・ゴッホの死後、ドービニー夫人に寄贈され、彼女の死後1900年に競売にかけられた後は、複数の所有者の元を転々とした。その後、1929年にドイツのベルリン国立美術館が購入し収蔵したが、1937年にナチスによる退廃芸術弾圧で美術館の近代画部門は閉鎖された際、本作は宣伝省に没収された。ヘルマン・ゲーリング空軍元帥は、集められた膨大な印象派や表現主義絵画の中から、この絵の他に『医師ガシェの肖像』などのファン・ゴッホ作品数枚を持ち帰り、オランダ・アムステルダムの画商に売った。画商はさらにこれをユダヤ系銀行家・美術収集家のジークフリート・クラマルスキー（Siegfried Kramarsky）に売ったが、彼は1940年のナチスによるオランダ侵攻前に、所有する他の絵画とともにアメリカ合衆国へ亡命した。戦後の1974年、クラマルスキーの息子によって競売にかけられ、広島銀行が落札。同行が開館したひろしま美術館に収蔵された。

## 塗りつぶされた猫
バーゼル版のものに見られる画面左下の猫は、ひろしま版のものでは一見して欠けている。これについて、1900年に競売にかけられた際に撮影された写真には猫が確認できること、該当部分が周囲と色合いがやや異なることなどから、1901年4月頃に画家のエミール・シェフネッケルによって補修のため塗りつぶされたと考えられている（彼は他のゴッホ作品にも加筆した疑いが持たれている）。この説をとる者に圀府寺司（現大阪大学文学部教授）がいる。吉備国際大学が行ったエックス線を使った調査でも、該当部分の絵の具の材質が異なること、塗りつぶされた下に猫が描かれていたことが確認されている。
小林英樹（現愛知県立大学美術学部教授）は1999年の著書『ゴッホの遺言』で、後の作品のほうに猫がないことにゴッホのメッセージが込められているという説を述べている。『ゴッホの遺言』は第53回日本推理作家協会賞「評論その他の部門」（2000年）を受賞しているが、上記の通り根拠があるわけではない。小林は2009年の文庫化に際して該当部分を書き改め、『完全版　ゴッホの遺言』として刊行している。

## 参照
1. ↑  “ゴッホ《ドービニーの庭》に隠されていた“黒猫”の発見 文化財研究 第6号”. 2016年10月29日閲覧。